# オスカー・ワイルド

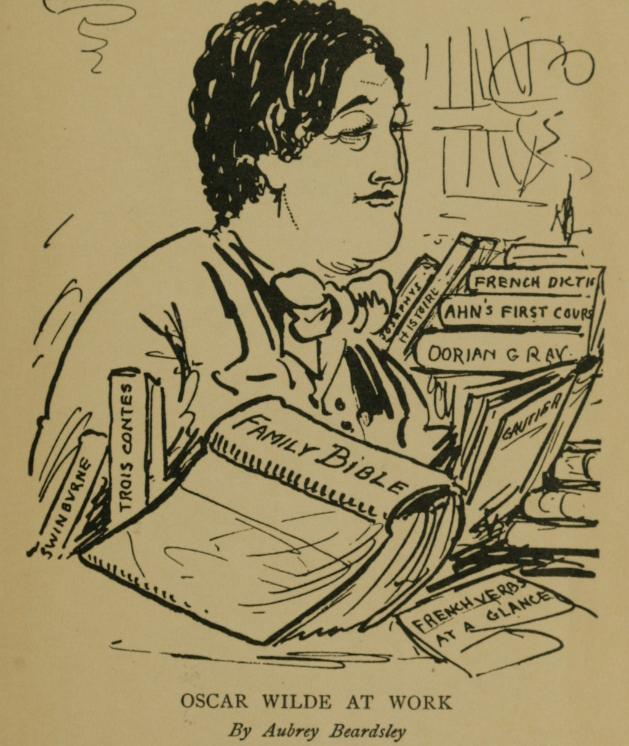
オーブリー・ビアズリーによる似顔絵

オスカー・フィンガル・オフラハティ・ウィルス・ワイルド（英: Oscar Fingal O'Flahertie Wills Wilde、1854年10月16日 - 1900年11月30日）は、アイルランド出身の詩人、作家、劇作家。
耽美的・退廃的・懐疑的だった世紀末文学の旗手のように語られる。多彩な文筆活動を行ったが、男色を咎められて収監され、出獄後、失意から回復しないままに没した。

## 生涯
19世紀半ばのヴィクトリア朝時代のアイルランドのダブリンで生まれる。古いプロテスタントの家柄で、祖父も父ウィリアム（William Wilde）も医師であった。母はジェーン（Jane Wilde）。1864年（10歳）、アイルランド北部、エニスキレンのポートラ王立学校（Portora Royal School）に学び、1871年、古典語の最高賞を受けて卒業し、奨学金を得てダブリン大学トリニティ・カレッジへ進んだ。その後もたびたび受賞し、給費生の資格を与えられた。
1874年（20歳）、オックスフォード大学モードリン・カレッジに進学。ジョン・ラスキンの講義を聴き、講師だったウォルター・ペイターのサロンの常連となり、『ルネサンス』を勉強した。1875年、トリニティ・カレッジの恩師ジョン・マハフィー（John Pentland Mahaffy）に従ってイタリアに旅し、翌年もマハフィーとギリシャに遊んだ。
ロンドンに移り住んでいた母のサロンで、ホイッスラー、バーン＝ジョーンズ、アルマ＝タデマ、ロセッティらを知った。
1878年、長詩『ラヴェンナ』を刊行し、オックスフォード大学を首席で卒業。特にギリシア語に優れていた。フローレンス・バルコム（Florence Balcombe)への恋は破れた。1879年、ロンドンに出て、画家のフランク・マイルズ（Frank Miles）と住む。恋人だったのではと言われている。女優サラ・ベルナール、男優ヘンリー・アーヴィングらと付き合った。
（出版活動は、著作の項に年次順に記す） 
1881年暮に出航し、翌年暮までアメリカ各地で講演をして稼ぎ、また、ロングフェロー、オリヴァー・ホームズ、ホイットマンと知り合った。
アメリカ行きは、ワイルドの派手すぎる芸術家気取りと身なりが遠因でそれをからかうウィリアム・ギルバート/アーサー・サリヴァンのサヴォイ・オペラ、『忍耐、またはバンソーンの花嫁』（Patience, or Bunthorne's Bride）がイギリスで当たり、それをニューヨークで再演する前宣伝に、招かれたという。
帰途の1883年、パリに滞在し文学的知己を得ようとしたが、奇抜な服装だった為好かれなかった。1884年、女王付弁護士の娘コンスタンス・ロイド（Constance Lloyd）と結婚し、のちに2男をもうけた。
1886年（32歳）、15歳年下の少年、ロバート・ロス（Robert Ross）と親しくなった。1887年 - 1890年、雑誌『婦人世界』（The Woman's World）の編集者となって部数を伸ばし、派手な言動で社交界の人気者になった。
1891年、16歳年下の文筆家、アルフレッド・ダグラス卿と親しくなった。並行して出版活動は活発で、この年パリで『サロメ』をフランス語で執筆した。更に1894年にはダグラスの英訳の『サロメ』が出版された。この前後、ダグラスと共に各地に旅行した。
1895年（41歳）、息子を気遣う第9代クイーンズベリー侯爵ジョン・ダグラスと告訴を応酬して敗け、男性との性行為をとがめられて投獄され、さらに破産を宣告された。そして翌年母も亡くなった。1897年、獄中でダグラス宛、懺悔と反省の文を書き続けた。服役を終えたときは、ロスが迎えた。そしてセバスチャン・メルモス（Sebastian Melmoth）という義理の大叔父にあたるチャールズ・ロバート・マチューリンの著作「放浪者メルモス」の名を借りた仮名で、ダグラスとフランスとイタリアの各地を転々とした。このとき世間からは既に見捨てられてしまっていた。
1898年、コンスタンス・ホランド（Holland）と変名していた妻がジェノヴァで脊柱の手術を受けたが回復せず没したが、墓参したのは翌年、放浪の途中だった。
1900年初夏までさすらってパリ6区のホテル『L'Hôtel』に泊り、梅毒による脳髄膜炎で亡くなった、46歳。ワイルドの葬儀は、ロスやダグラスのほか数人だけの淋しい葬儀であった。
ワイルドの墓碑はパリのペール・ラシェーズ墓地にある。ジェイコブ・エプスタイン（Jacob Epstein）が1912年に彫った。股間を隠さない全裸の男性像は、旧法を盾に、作者やコンスタンティン・ブランクーシらが抗議するまでは、受け入れられなかった。
ワイルドの文業と生きざまは世界中に影響を及ぼし、近代日本の作家に限っても、森鷗外、夏目漱石、芥川龍之介、谷崎潤一郎をはじめ、訳書をものした翻訳者たちが、ワイルドを意識した。

## 日本との関係
1889年1月発行の雑誌『19世紀』に発表した「嘘の衰退」(The Decay of Lying )で日本美術について触れている。当時のイギリスの芸術界はジャポニスムに沸いていた時期で、ワイルドは登場人物に「絵の中の日本は画家たちが創造した空想の産物であり実在しない」と語らせている。同年に日本を訪れた作家のキプリングは、日本滞在記の冒頭でワイルドのこの論文に触れ、「大嘘だ。日本は実在した」と日本の印象を書き始めている。
なお伝記『オスカー・ワイルドの妻 コンスタンス 愛と哀しみの生涯』（那須省一訳、書肆侃侃房、2014）の著者フラニー・モイルは、日本に伝わる寺の壁に描かれた馬の絵の話が『ドリアン・グレイの肖像画』の下敷きになったと見ている。

## 著作

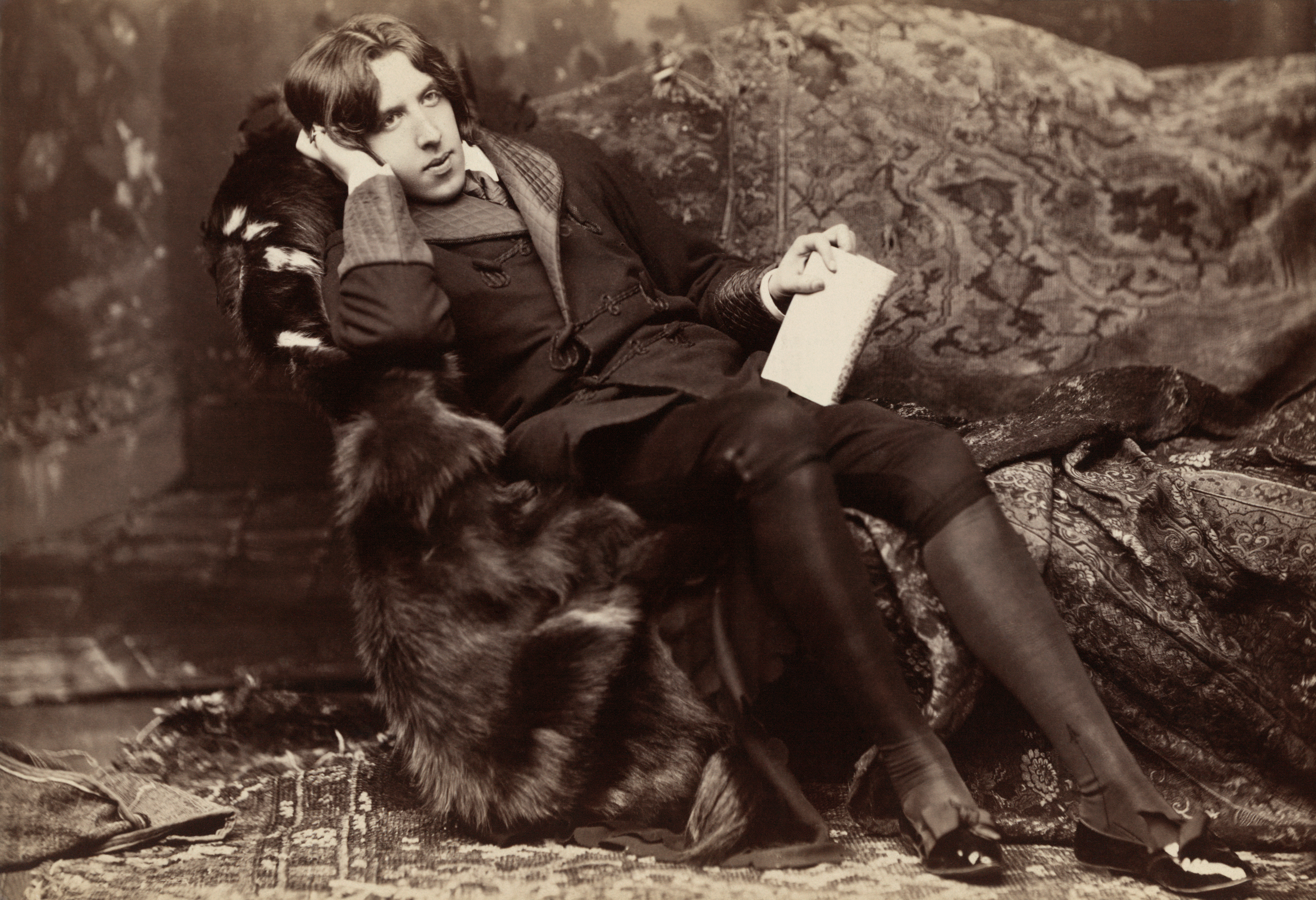
ニューヨークにて（1882年、ナポレオン・サロニー撮影）

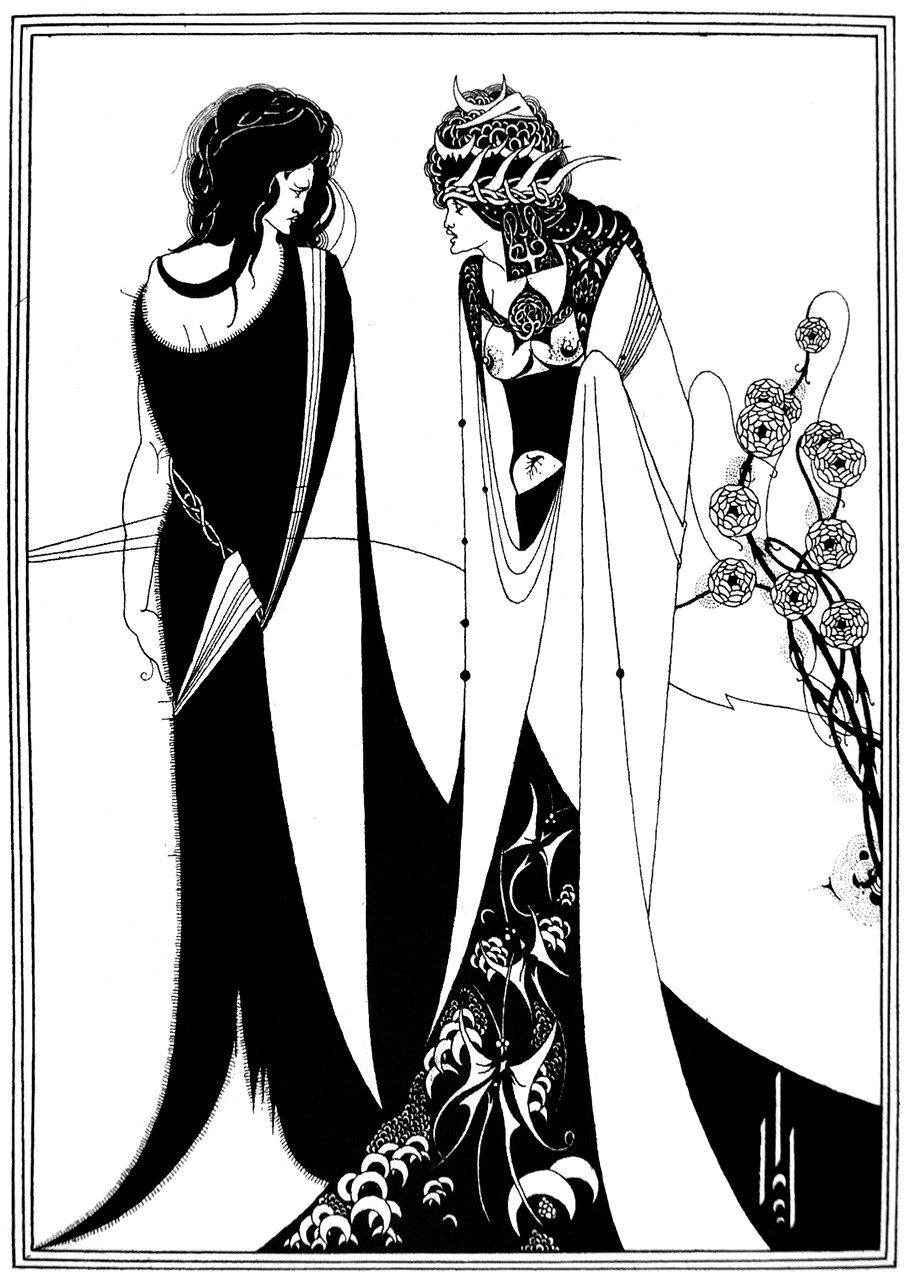
『サロメ』挿絵(1893)
（オーブリー・ビアズリー画）

※各項末尾のローマ数字は、青土社版『ワイルド全集』（全6巻、西村孝次訳、1988年 - 1989年）での掲載巻。
- 『ラヴェンナ』（Ravenna）（1878年）詩集、III
- 『ヴェラ、実は虚無主義者たち』（Vera; or, The Nihilists）（1880年）悲劇、II
- 『詩集』（Poems）（1881年）詩集
- 『パドヴァ大公妃』（The Duchess of Padua）（1883年）悲劇、II
- 『カンタヴィルの亡霊』（The Canterville Ghost）（1887年）短編小説、I
- 『幸福な王子その他』（The Happy Prince and Other Tales）（1888年）第一童話集、III
  - 『幸福な王子』／『ナイチンゲールとバラ』（The Nightingale and the Rose）／『わがままな大男』（The Selfish Giant）／『忠実な友』（The Devoted Friend）／『素敵なロケット』（The Remarkable Rocket)
- 『W. H. 氏の肖像』（The Portrait of Mr.W.H.）（1889年）、IV
- 『ドリアン・グレイの肖像』（The Picture of Dorian Gray）（1890年）長編小説、I
- 『アーサー・サビル卿の犯罪その他』（Lord Arthur Savile's Crime and Other Stories）（1891年）中短編小説集、I
  - 『アーサー・サビル卿の犯罪』（1887年）／『謎のないスフィンクス』（The Sphinx Without a Secret）（1887年）／カンタヴィルの亡霊（The Canterville Ghost（1887年）／『W・H 氏の肖像』（The Portrait of Mr. W. H.). 井村君江訳、工作舎 1989年／『模範的百万長者』（The Model Millionaire）
- 『社会主義下の人間の魂』（The Soul of Man under Socialism）（1891年）評論、IV
- 『意向集』（Intentions by Oscar Wilde）（1891年）評論集、IV
  - 『芸術家としての批評家』（The Critic as Artist）／『嘘の衰退』（1889年）（The Decay of Lying）／『ペン、鉛筆と毒薬』（Pen, Pencil and Poison）（19世紀英国の画家・批評家・毒殺魔、 トーマス・グリフィス・ウェインライトの小伝。義妹を保険金目当てで殺害しておきながら、動機は彼女の足首が太かったからと、ウェインライトが囚人仲間に吹聴したと書かれている）／『仮面の真実』（The Truth of Masks）
- 『ザクロの家』（A House of Pomgranates）（1891年）第二童話集、III
  - 『若い王』（The Young King）／『王女の誕生日』（The Birthday of the Infanta）／『漁師とその魂』（The Fisherman and His Soul）／『星の子』（The Star-Child）
- 『サロメ』（Salomé）（1893年）詩劇、III
- 『裁きの家』（The House of Judgement）（1893年）散文詩、III
- 『ウィンダミア卿夫人の扇』（Lady Windermere's Fan）（1893年）喜劇、II
- 『スフィンクス』（The Sphinx）（1894年）詩集
- 『つまらぬ女』（A Woman of No Importance）（1894年）喜劇、II
- 『青年のための成句と哲学』（Phrases and Philosophies for the Use of the Young）（1894年）箴言、III
- 『理想の夫』（An ideal Husband）（1895）戯曲、II
- 『真面目が肝心』（The Importance of Being Earnest）（1895年）喜劇、II
- 『レディング牢獄の唄』（The Ballad of Reading Gaol）（1898年）詩、III

没後
- 『獄中記』（The Profundis）（1905年）書簡、VI
- 『全集』（The First collected Edition of the Works of Oscar Wilde）（1908年 - 1922年）
- 『オスカー・ワイルド書簡集』[9]（The Letters of Oscar Wilde）（2000年）

## ギャラリー

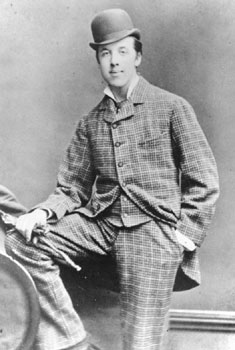
オックスフォード時代
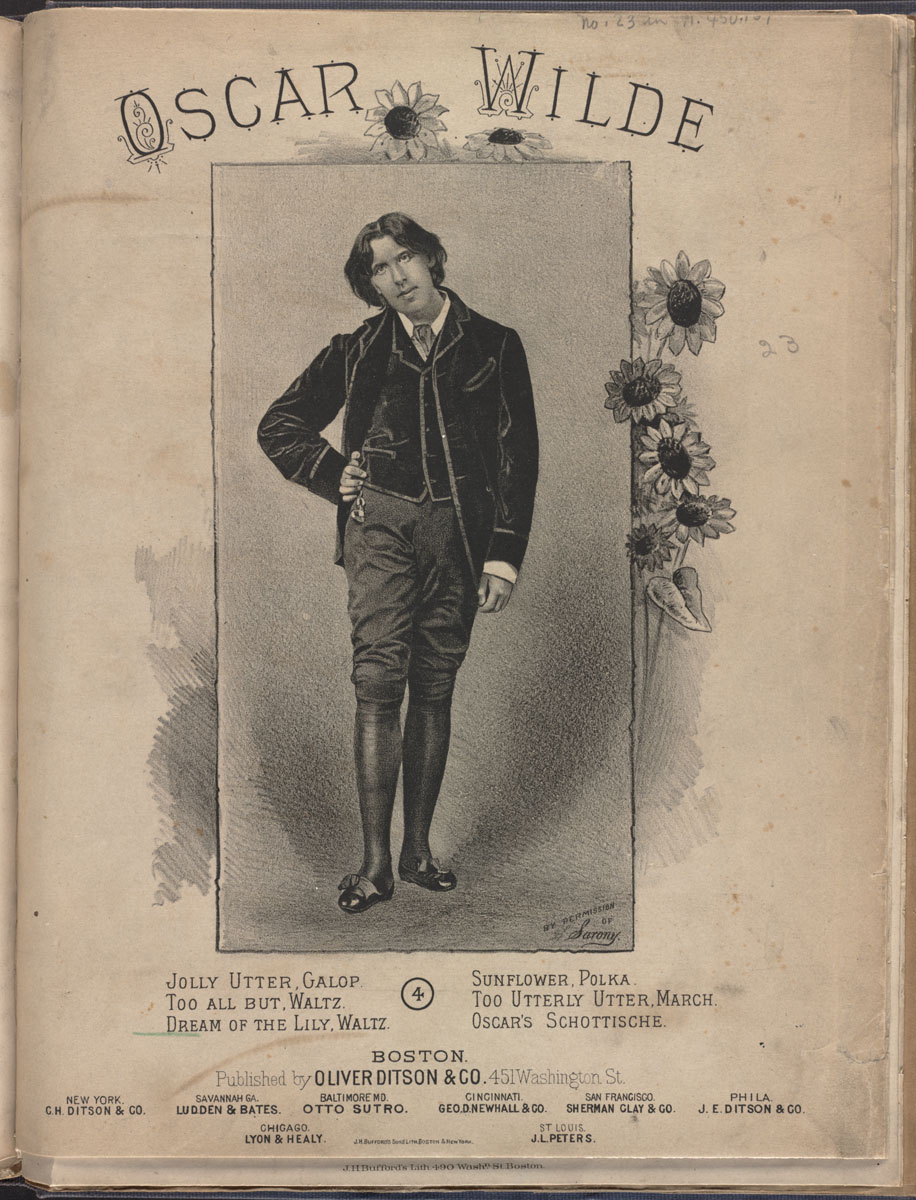
1880年代の楽譜のカバー
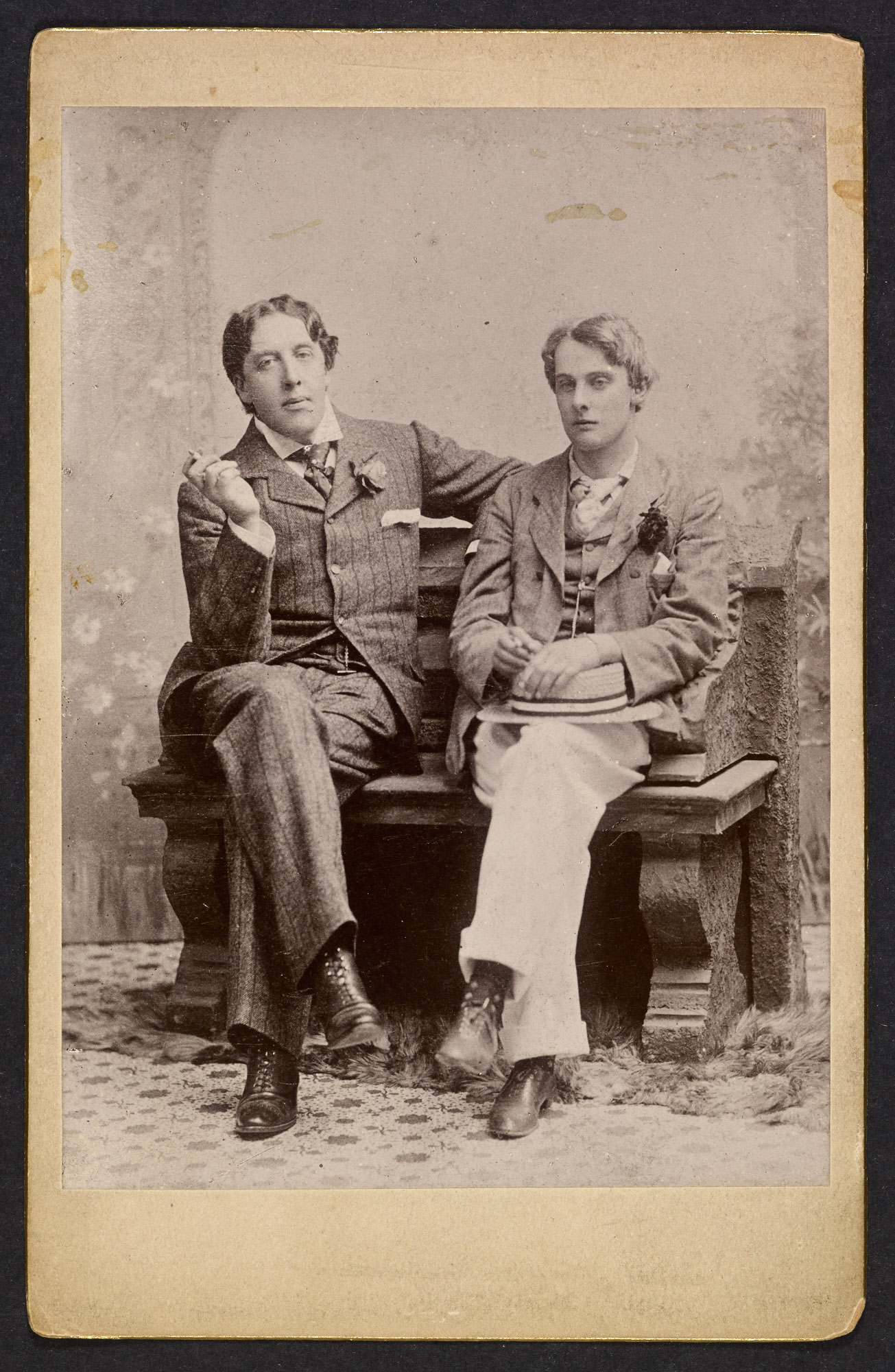
アルフレッド・ダグラス卿とともに（1893年）
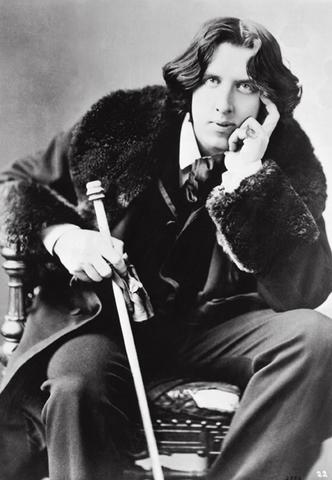
ニューヨークにて（1882年、ナポレオン・サロニー撮影）
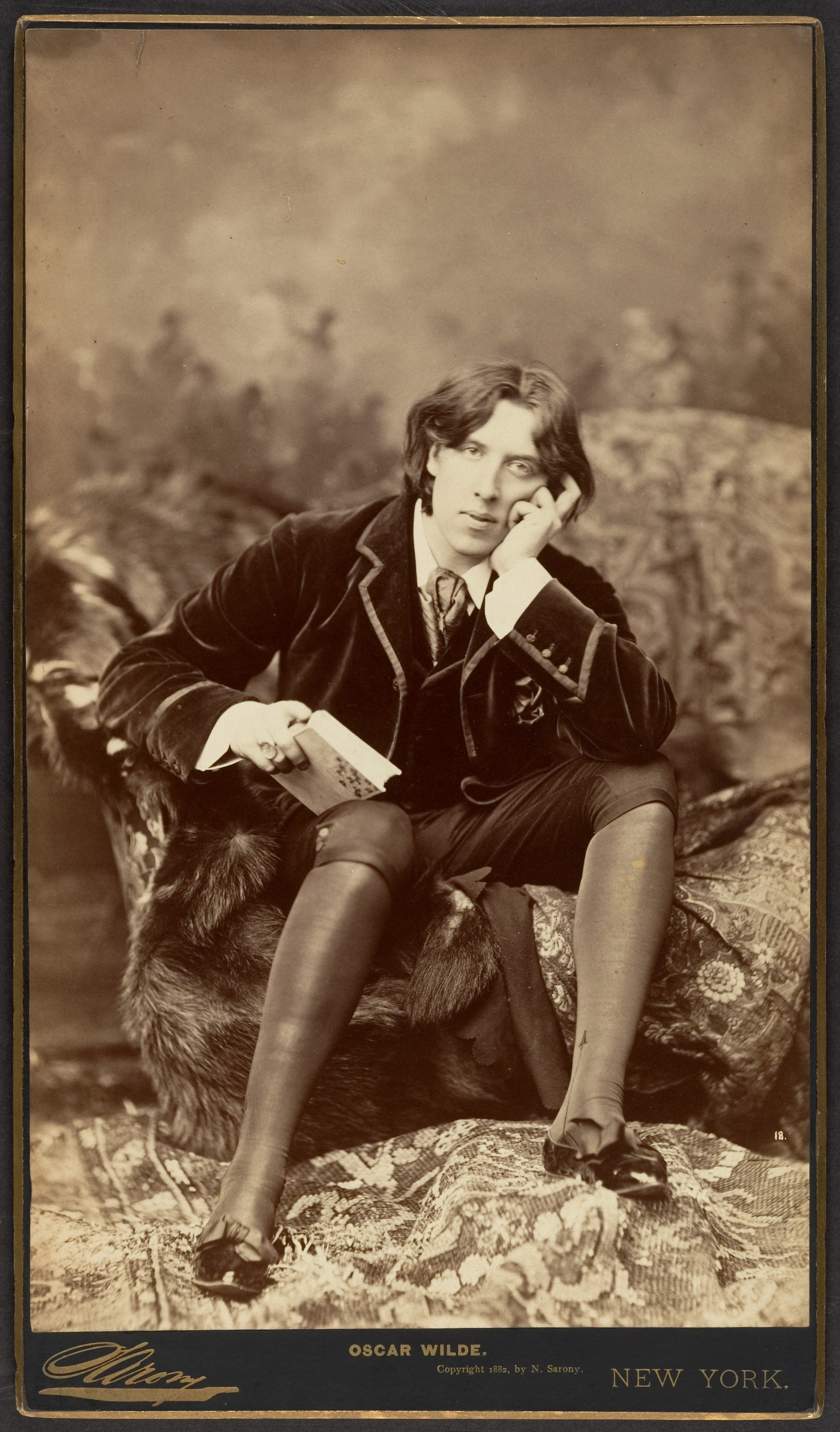
（1882年、ナポレオン・サロニー撮影）
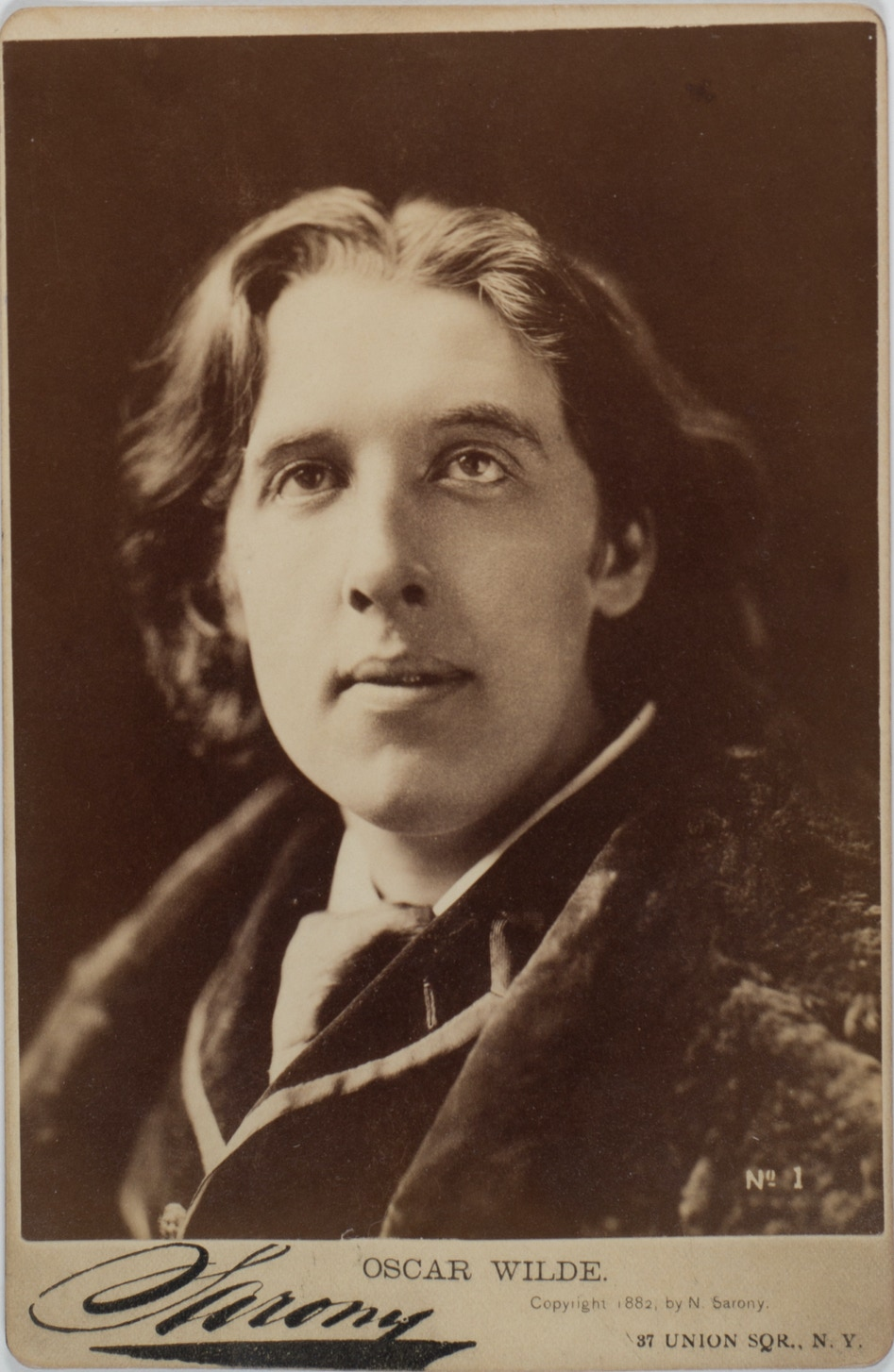
（1882年、ナポレオン・サロニー撮影）
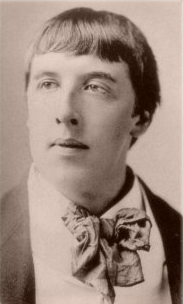
（1883年、ナポレオン・サロニー撮影）
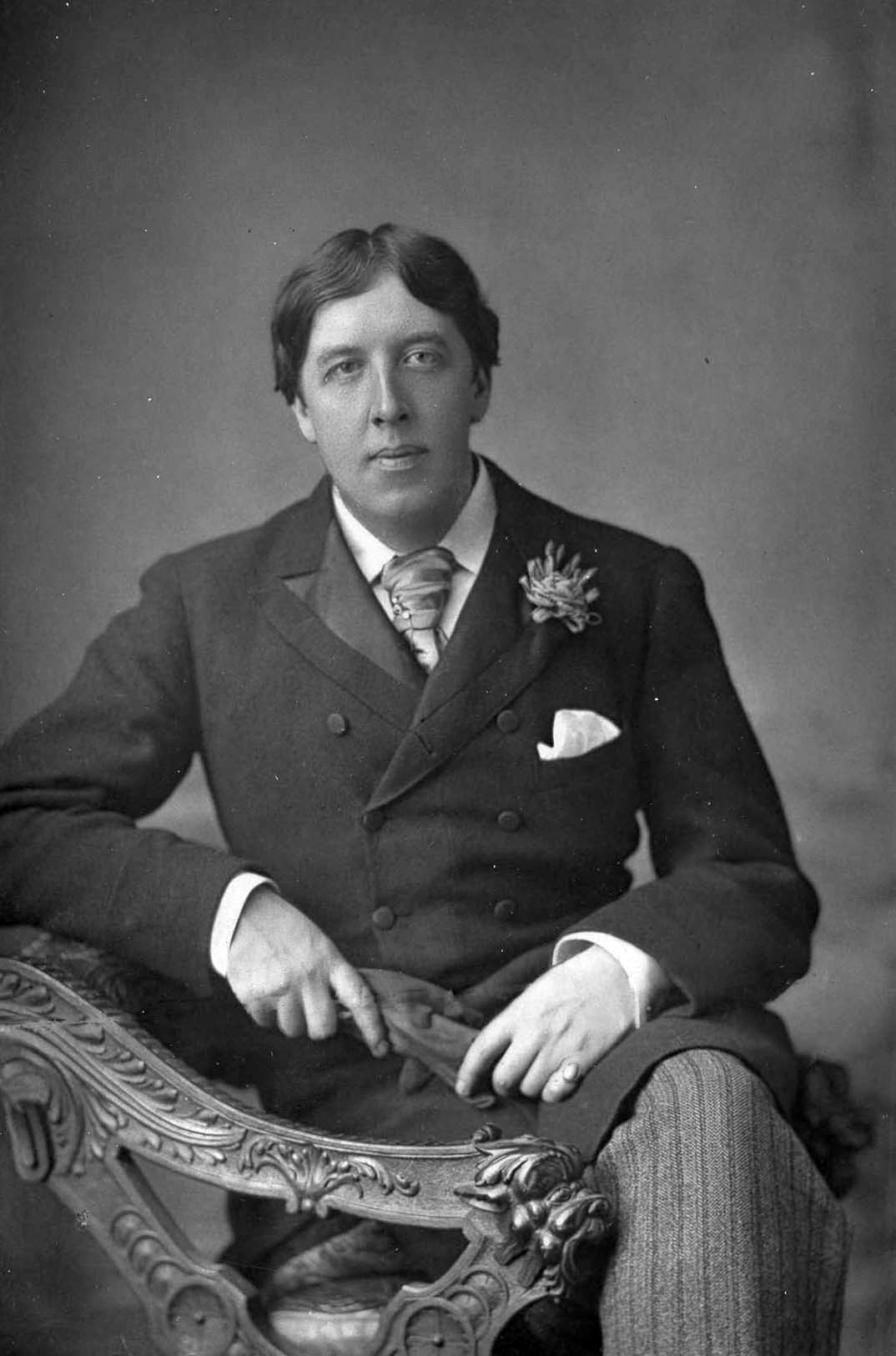
1894年頃の写真
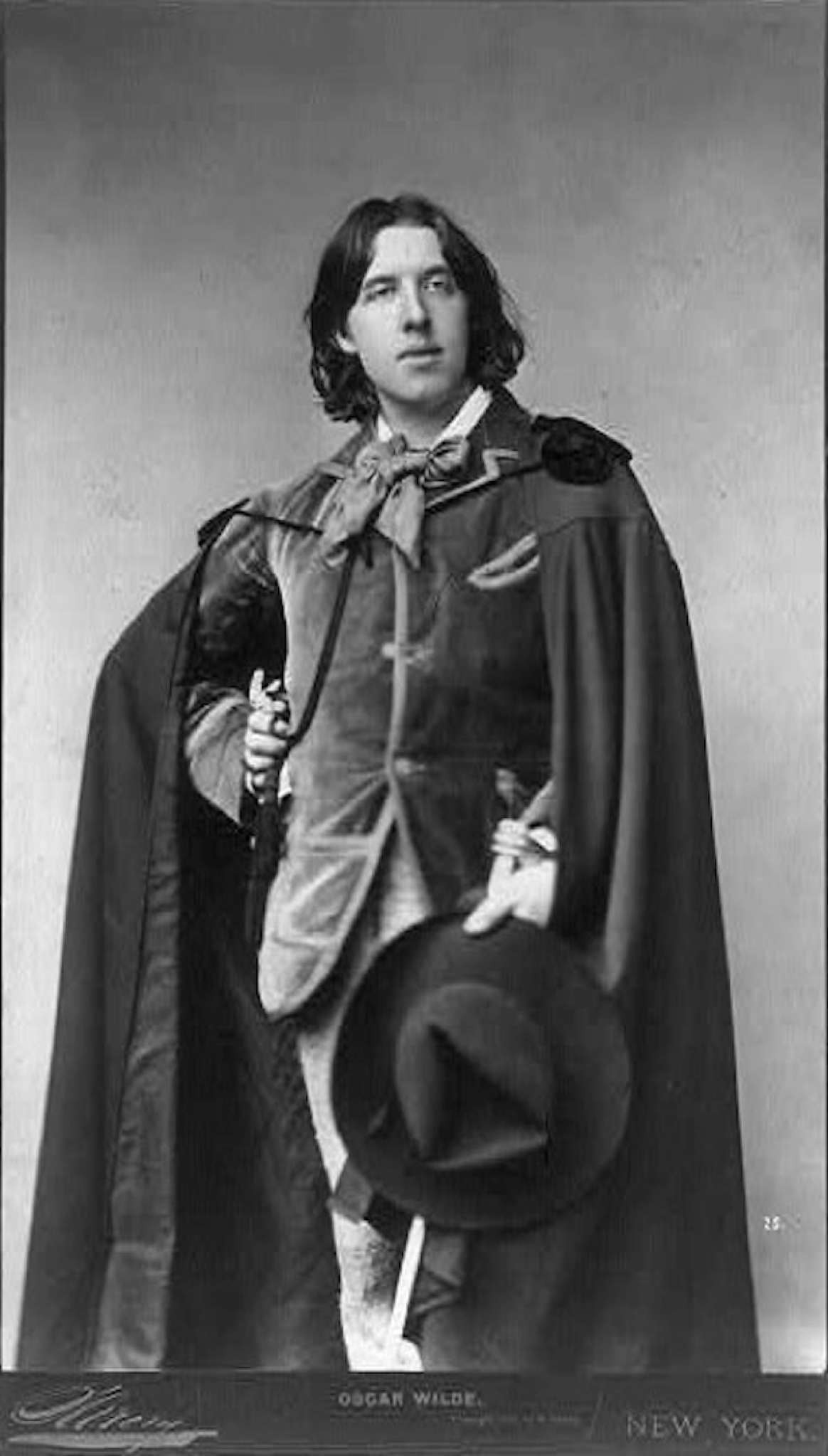
（1882年、ナポレオン・サロニー撮影）